# Idroscalo di Marsala Stagnone
L'idroscalo di Marsala-Stagnone è stato un idroscalo militare costruito negli anni trenta dalla Regia Aeronautica.
In disuso dal termine della seconda guerra mondiale, pur non risultando attivo le sue strutture sono ancora area militare di proprietà demaniale dell'Aeronautica Italiana, a volte utilizzata per aerei militari anfibi.

## Storia

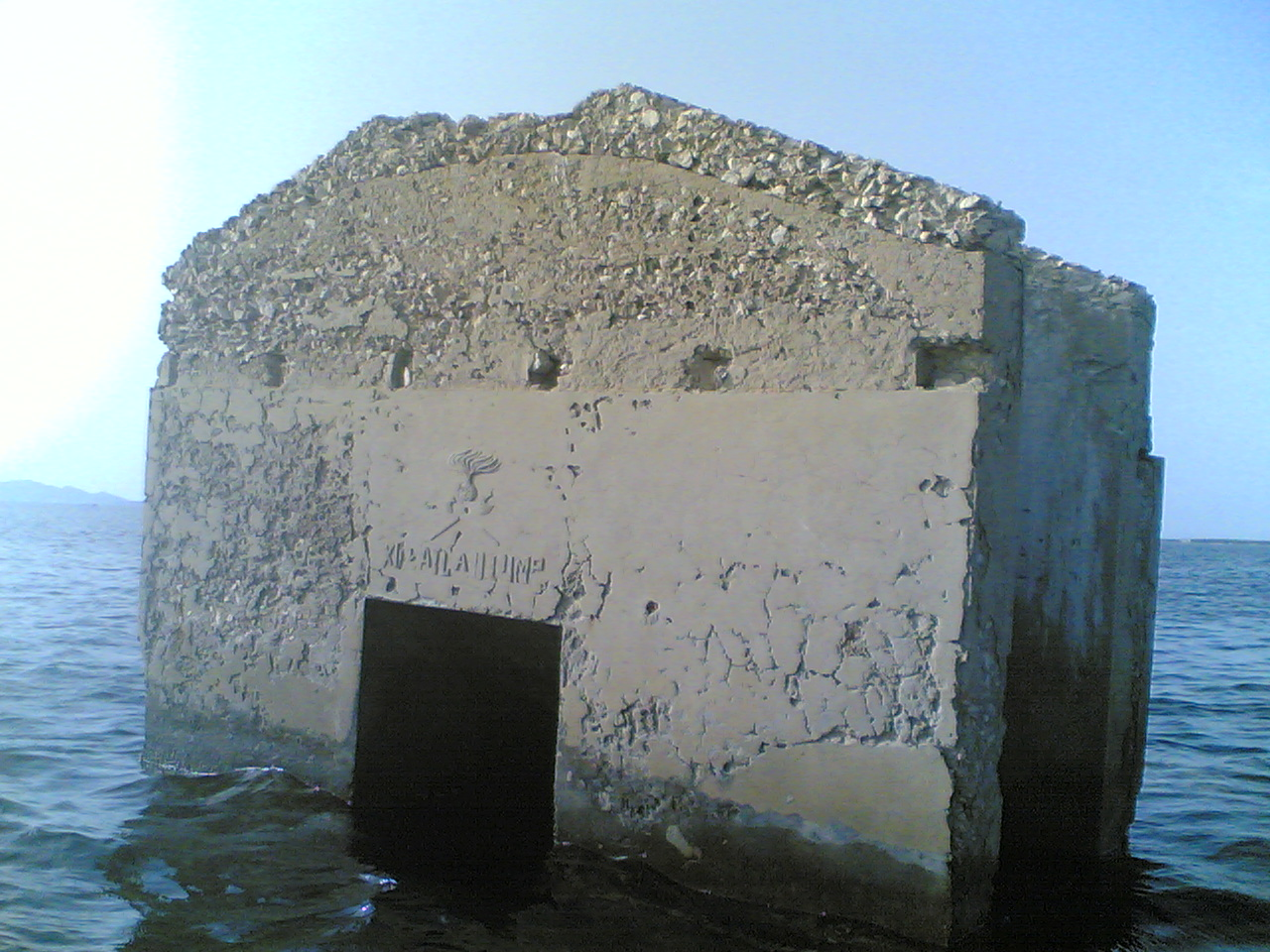
Una casamatta.

Realizzato nella laguna dello Stagnone, formata nel tratto di costa che da Marsala va verso Mozia, e le isole dello Stagnone, oggi riserva naturale.
A metà dicembre 1917 Marsala era sede di un Distaccamento del CAM di Biserta della francese Aéronautique navale con gli idrovolanti Donnet Denhaut 150 hp con i quali pattugliavano il Canale di Sicilia in funzione antisommergibili.
Di particolare rilevanza sono le due grandi aviorimesse in cemento armato, progettate da Pier Luigi Nervi e per questo note appunto come "Hangar Nervi" e realizzate nel 1935.
A guardia dello specchio di mare antistante l'aeroporto è presente una curiosa casamatta edificata nelle basse acque della laguna, dove era posta una sentinella del Genio Pontieri a costante vigilanza dell'area.
Fu utilizzato come base dell'85º Gruppo Ricognizione marittima dell'Aviazione ausiliaria per la Marina, formato da due squadriglie, la 144ª e la 197ª, ed equipaggiate con idrovolanti CANT Z.501, monomotori, presenti in un numero variabile, e i CANT Z.506, trimotori utilizzati da una squadriglia da soccorso dell'Ala Littoria.

### La seconda guerra mondiale

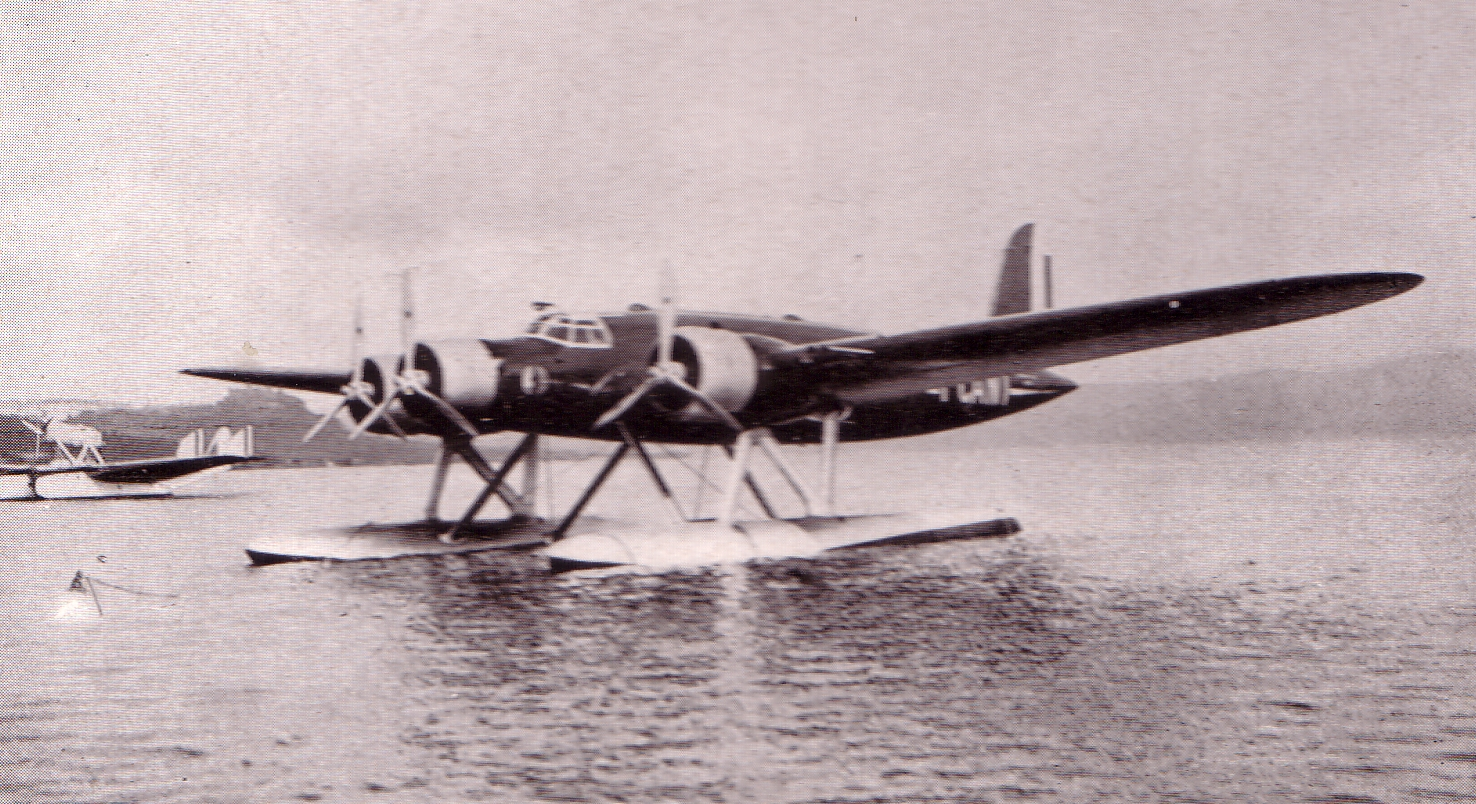
Un idrovolante CANT Z.506.

Durante fu sede anche della 139ª Squadriglia ricognizione marittima, che operava con idrovolanti Cant per il Comando militare marittimo "Sicilia" nella Regia Aeronautica, che prese parte alla battaglia di Capo Teulada.
Unico comandante dello scalo fu il colonnello Rodriquez. Durante la seconda guerra mondiale vi furono anche velivoli della Luftwaffe. In quel periodo era funzionante anche un campo di volo-striscia d'atterraggio in Contrada Carcitella, sempre in territorio di Marsala.
Con lo sbarco degli alleati in Sicilia, il 13 luglio 1943, le squadriglie furono trasferite all'idroscalo di Orbetello.

### Dopoguerra
Nel dopoguerra gli hangar e le palazzine della base furono utilizzate dall'Aeronautica militare come sede del comando Distaccamento idroscalo di Stagnone, fino al 1961 quando il personale fu trasferito all'aeroporto di Trapani-Chinisia.
Nel novembre 2010 il Ministero della difesa ha annunciato che l'idroscalo Stagnone sarà ceduto al comune di Marsala. Con un accordo fatto tra il comune e il ministero, il 18 novembre 2010 viene ceduto ufficialmente alla cittadina siciliana, l'area dell'ex idroscalo. Da allora l'area si presenta in stato di abbandono.